# Cane (armi)

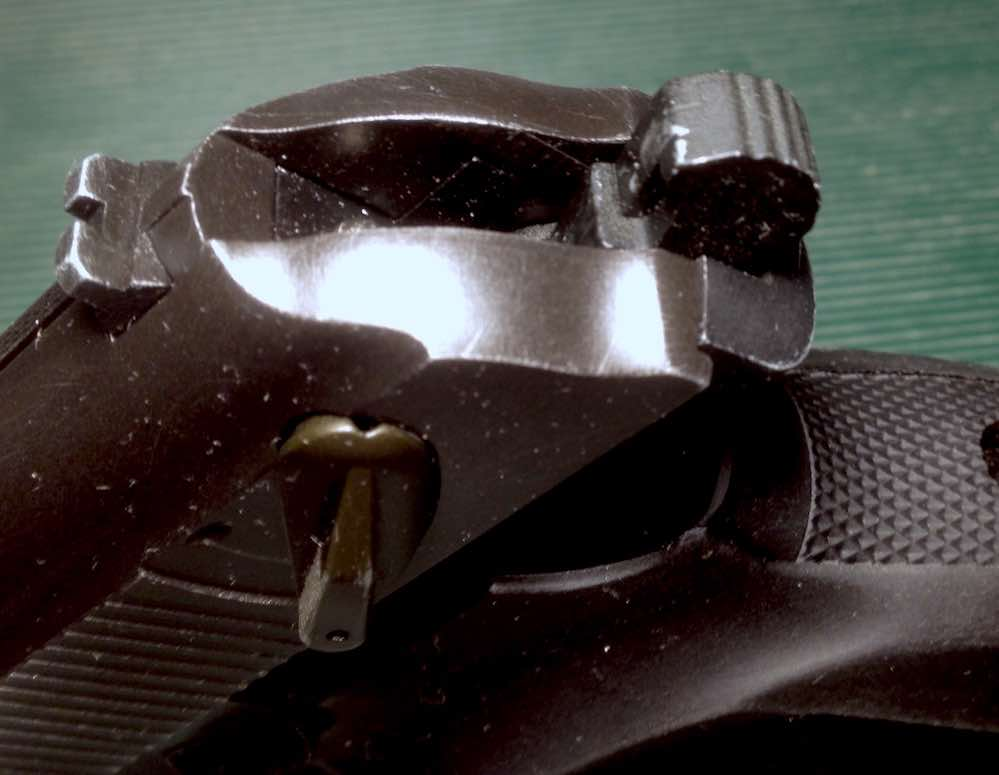
Cane armato

Il cane (hammer "martello", in inglese) è un componente essenziale di molte armi da fuoco, necessario per colpire l'innesco della cartuccia, direttamente o tramite un percussore, quando si vuole sparare. È caricato tramite una molla detta molla cinetica, fino al punto di aggancio (in posizione armata); da questo punto può essere liberato tramite il grilletto e la catena di scatto, per essere abbattuto sulla cartuccia o sul percussore che colpirà la cartuccia.
In base alle diverse tipologie di armi, il cane può essere armato manualmente (con le mani) o automaticamente (tramite lo scarrellamento dell'otturatore), e poi liberato tramite il grilletto, per lo scatto in singola azione; oppure, può essere armato e abbattuto tramite il grilletto in un unico movimento (più raramente in due - vedi Makarov PM), per lo scatto in doppia azione.

## Etimologia

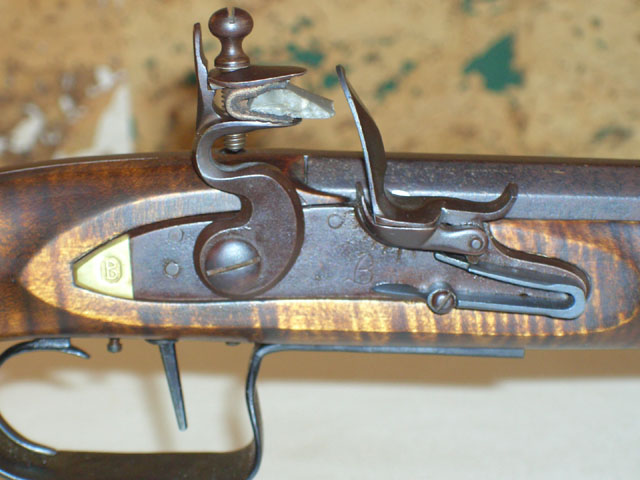
Cane "con l'osso"

Il termine inglese hammer, ha un significato etimologico molto più semplice e più vicino al "cane moderno" (quello delle pistole semi-automatiche), riuscendo a dare meglio l'idea della simbolica funzione di un martello e del suo martellamento che serve per percuotere l'innesco della cartuccia. 

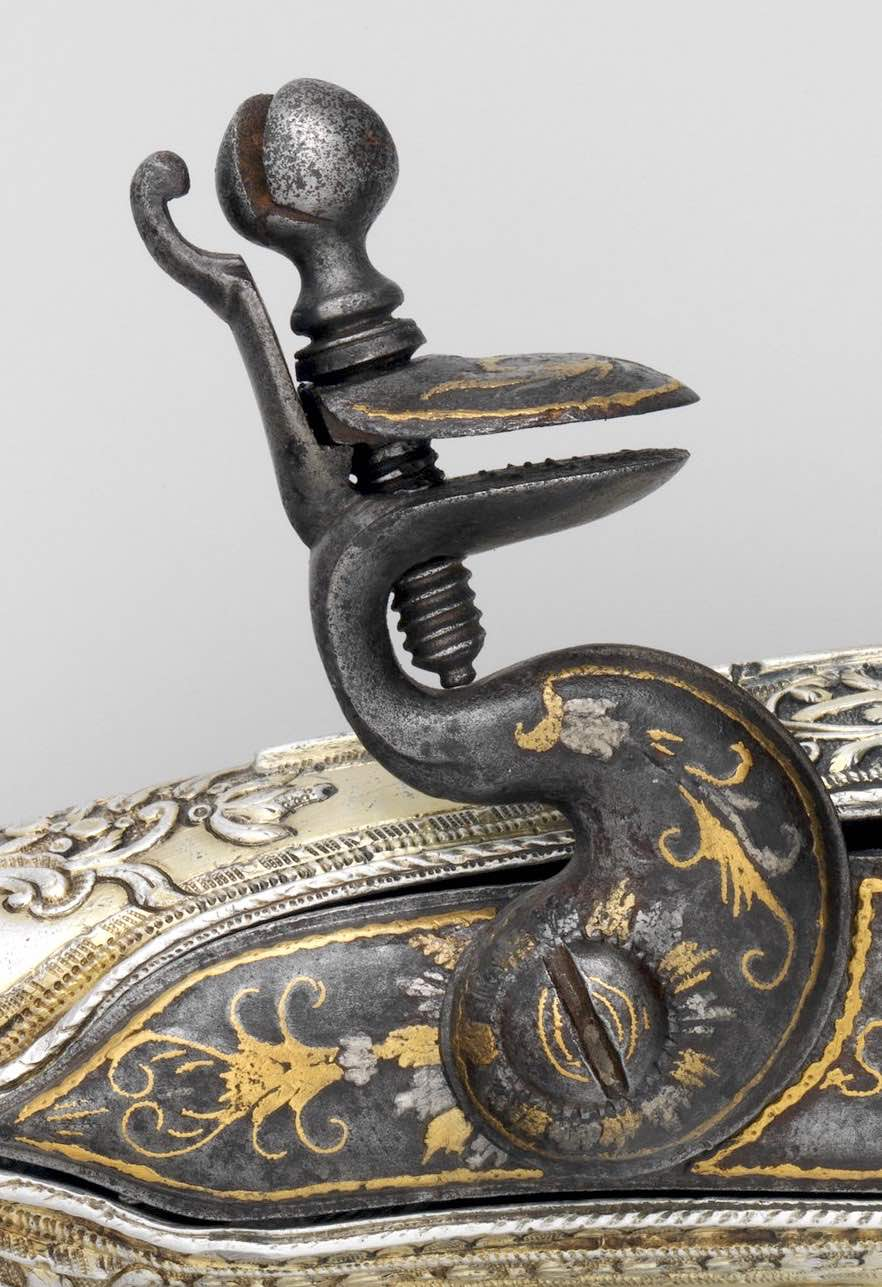
Cane "senz'osso".

Il termine italiano cane, ha invece un significato più antico e molto più vicino alle forme del vecchio dispositivo delle armi ad avancarica, che in un qualche modo "morde" e trattiene la pietra focaia tra le sue ganasce, nella posizione apparente di un cane seduto con le orecchie dritte.

## Storia
Nelle armi a ruota il cane reggeva tra due ganasce, strette a vite, un pezzo di pirite o di pietra focaia: prima dello sparo si doveva abbassare e la pietra, strusciando contro una ruota d'acciaio posta in veloce rotazione dall'azionamento del grilletto, provocava le scintille per accendere la carica di polvere. Funzionava cioè al contrario dei tipi successivi, nei quali si doveva alzare il cane prima dello sparo.

Animazione dello scatto a pietra focaia

Nelle armi a pietra focaia, propriamente dette, il cane aveva le medesime componenti, con la differenza che fu in questa tipologia di armi a far diventare mobile il cane, venendo azionato dal grilletto. Una volta premuto quest’ultimo, il cane colpiva una piastra in acciaio, chiamata “martellina”, incendiando la polvere contenuta nello scodellino sottostante e producendo le scintille necessarie per innescare lo sparo. 

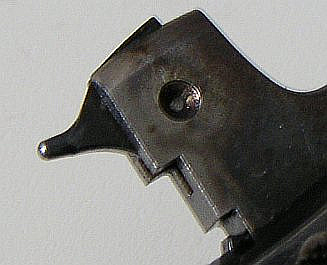
Cane con percussore.

Con l'avvento delle armi a percussione della capsula, e poi quelle a cartuccia a retrocarica, la struttura del cane si è modificata e in parte semplificata, in quanto non vi era più la necessità di usare la pietra focaia, quindi era limitato a percuotere meccanicamente la capsula d'innesco, con un colpo secco, e la detonazione si propagava alla carica di lancio, facendola deflagrare.
Nello slang dell'epoca del west americano (XIX secolo), in epoca di rivoltelle ad azione singola, come la Colt Dragoon o la Colt Navy, l'espressione fanning the hammer (tradotto in italiano con dar aria al cane) sottintendeva l'azione di tenere premuto il grilletto con il dito indice e con il palmo dell'altra mano arretrare ripetutamente il cane, in un veloce movimento sul piano orizzontale, in modo da ottenere la ripetizione degli spari più veloce possibile, paragonabile se non più veloce a quello dei successivi revolver a doppia azione. 

## Descrizione
Il cane è presente in quasi tutte le armi da fuoco corte (ad eccezione di quelle dotate di percussore lanciato) ed in alcune lunghe (in passato su tutte, ma oggi quasi soltanto su quelle da caccia in quanto nei fucili da combattimento è stato sostituito da vari tipi di percussori).

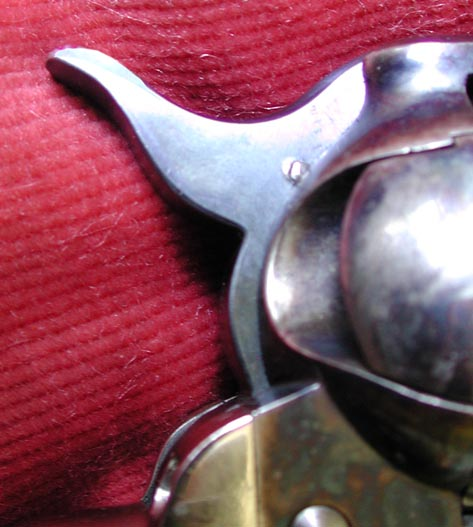
Cane a cresta di revolver, in questo caso una Colt Single Action Army

Può avere varie conformazioni a seconda del meccanismo di azione dell'arma stessa, generalmente è un semplice prolungamento verso la zona posteriore, che permette un azionamento manuale. 

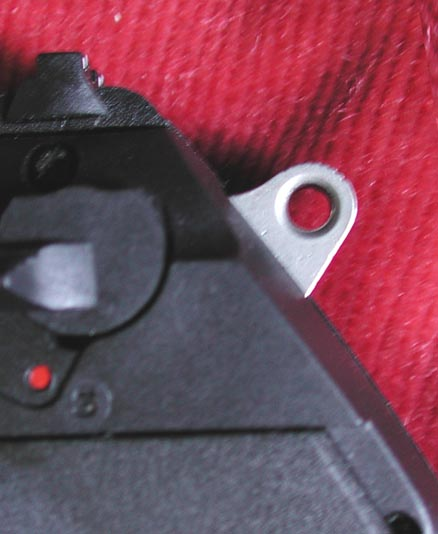
Cane arrotondato di pistola semiautomatica, con foro di alleggerimento

Mentre nelle armi antiche il cane era interamente esterno, salvo rarissime eccezioni, nelle attuali è esterna soltanto la parte di esso che deve essere manovrata dal tiratore. 
La parte interna del cane, è quella sulla quale esso è imperniato e sulla quale agiscono la molla, il grilletto ed eventuali meccanismi di sicura. La parte esterna può avere varie forme e dimensioni per ragioni tecniche o estetiche, e sommariamente i cani si possono dividere in: 
- "cani a cresta" come nella maggior parte dei revolver,
- "cani arrotondati" come in molte pistole semiautomatiche.

Esistono anche pistole nelle quali il cane è interamente coperto o nascosto, per aumentare la sicurezza e/o per evitare impedimenti durante l'estrazione. In questi casi, si tratta di armi di piccole dimensioni, più adatte alla difesa personale a distanza ravvicinata, come ad esempio la Colt Pocket 1903, la Beretta mod. 21a, la Smith & Wesson Bodyguard o le vecchie Velo-dog.

## Funzionamento
Innanzi tutto, il cane deve essere armato, prima che venga abbattuto direttamente sull'innesco della cartuccia o sul percussore (il quale innesca la cartuccia). E questa azione può avvenire in modalità differenti, in base all'arma: ad esempio, ci sono armi con scatto in singola o in doppia azione, armi semiautomatiche, automatiche e manuali. Per armare il cane, viene tirato all'indietro e caricato sulla sua molla, fino all'aggancio che lo tiene bloccato. La tensione della molla è sufficiente a farlo poi abbattere con la forza necessaria da azionare l'innesco di carica (né più né meno). 
L'innesco può essere colpito direttamente dal cane, se funge esso stesso da percussore (la parte più sottile destinata a battere la capsula dell'innesco), oppure da un percussore separato e alloggiato nel telaio (incastellatura se è un revolver) o nel carrello dell'arma (se è una pistola semiautomatica), a sua volta spinto dal cane.
L'armamento del cane può essere prodotto in tre modi:
- Manualmente, in genere usando il pollice della mano che tiene l'arma.
- Meccanicamente, azionando il grilletto (solo in armi a doppia azione).
- Automaticamente, con l'arretramento del carrello spinto dal rinculo del colpo appena sparato.

## Materiali costruttivi
Il materiale impiegato è:
- Acciaio, usato nella grande maggioranza dei casi.
- Leghe di Alluminio o Titanio, per aumentare la velocità d'azione e diminuire le masse mobili: data la leggerezza dei materiali; usati soprattutto per le armi semiautomatiche destinate alle gare di "tiro dinamico".